# Annellosympodiella
Annellosympodiella is een monotypisch geslacht van schimmels dat behoort tot familie Mycosphaerellaceae. Het bevat alleen Annellosympodiella juniperi.